# Herceghalom
Herceghalom es un pueblo húngaro perteneciente al distrito de Budakeszi, condado de Pest.

## Superficie
Cuenta con una superficie de 7,34 km².

## Demografía
Hasta 2024 la población era de 2814 habitantes, con una densidad de población de 383,37 hab/km².
| Gráfica de evolución demográfica de Herceghalom entre 2020 y 2024 |
|                                                                   |
| Datos según la Oficina Central de Estadística de Hungría.         |